# 布達佩斯城鐵

布達佩斯城鐵（匈牙利語：Budapesti Helyiérdekű Vasút）是匈牙利首都布達佩斯的大眾交通運輸系統之一，共有4條路線和1條支線，由布達佩斯交通公司運營。布達佩斯城鐵承擔自布達佩斯市中心前往近郊的交通任務。

## 外部連結
- Schedule at BKV site （页面存档备份，存于）
- UrbanRail.Net map （页面存档备份，存于）
- Budapest HÉV railway photos
- Commuter service around Budapest: The BHEV （页面存档备份，存于）
- Map of BHÉV lines （页面存档备份，存于）
- Map of old BHÉV lines （页面存档备份，存于）